# Werner Streletz

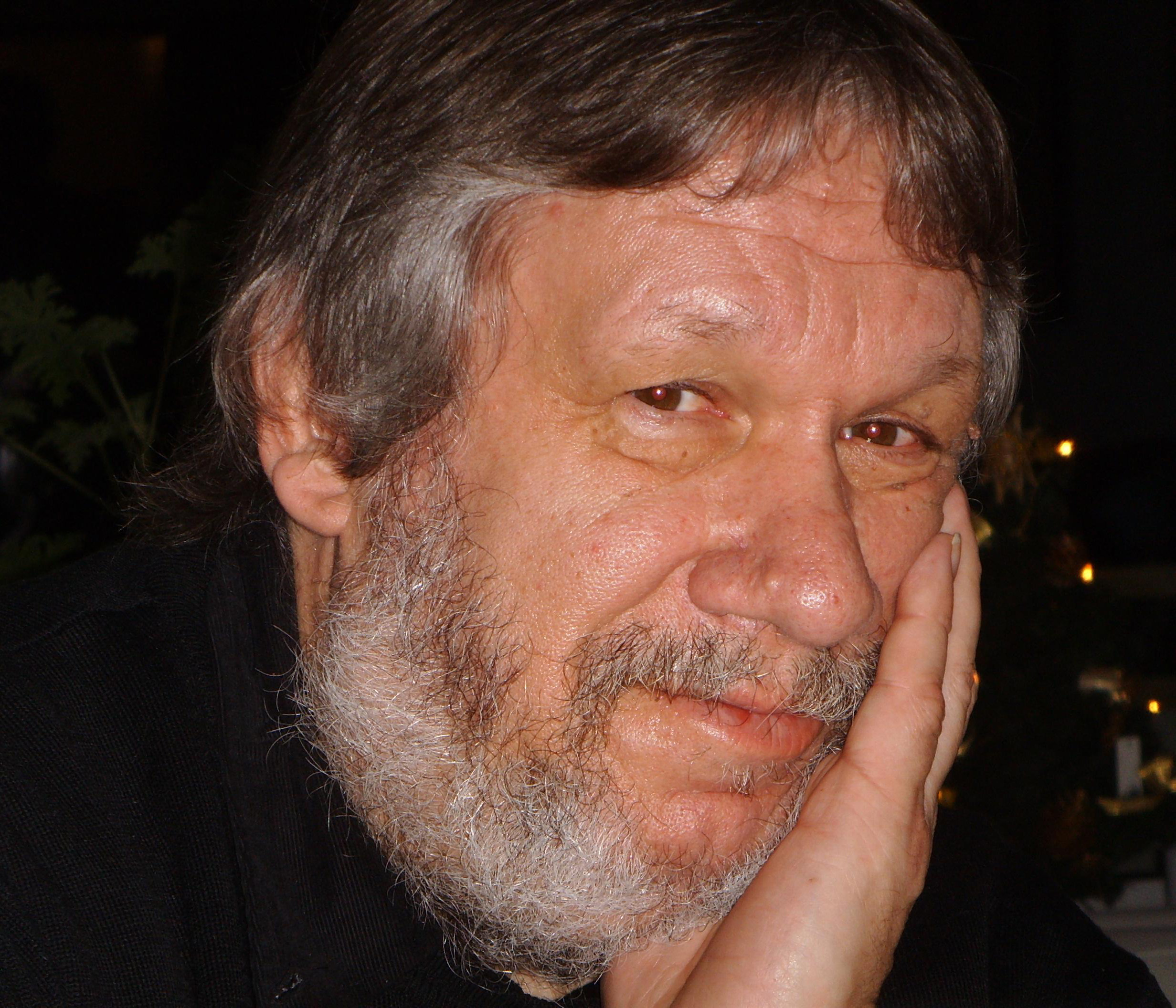
Werner Streletz (2006)

Werner Streletz (* 6. März 1949 in Bottrop) ist ein deutscher Journalist und Schriftsteller, der in Bochum lebt und arbeitet.

## Leben
Nach dem Besuch der Städtischen Realschule in Bottrop sowie einer Lehre und Arbeit als Bauzeichner machte Streletz von 1971 bis 1973 ein publizistisches Volontariat. Von 1979 bis 1986 war er Kulturredakteur in der Marler Lokalredaktion der Westdeutschen Allgemeinen Zeitung (WAZ) und, zusammen mit Norbert Kühne, Mitglied einer Autorengruppe, die Lesungen und literarische Events in der Region veranstaltete. Von 1985 bis 2013 war er Kulturredakteur bei der WAZ in Bochum. Er ist Mitglied des PEN-Zentrums Deutschland und der Kogge. Literarische Arbeitsgebiete sind Lyrik, Prosa, Theater, Hörspiel und Film. Besonders thematisierte er das Ruhrgebiet. Dennoch sagte er von sich: Ich lebe hier und ich arbeite hier. Aber das Ruhrgebiet ist nur die Folie, vor der meine Geschichten spielen. Ich bin kein Ruhrpott-Poet, kein Herold des Reviers. Schriftsteller des Ruhrgebiets, das ist eine Bezeichnung, die nicht passt. (…) Ich habe auch keinerlei Lust, die Vergangenheit meiner Heimat zu verklären oder euphorisch neue Zeiten auszurufen. Wir sind eine Ansammlung ziemlich verstörter Leute – das will ich zeigen.
Im Jahr 2008 wurde Streletz mit dem Literaturpreis Ruhr des Regionalverbands Ruhr ausgezeichnet. „Der Preis“, so sagte Streletz „war überfällig.“

## Werk
Streletz stellt in seinen Gedichten, Hörspielen und Büchern schräge und kaputte Typen dar, die an Figuren Samuel Becketts erinnern oder an die Helden antiker Tragödien. In seinem letzten Roman Kiosk kaputt wird das vor allem deutlich. Dass diese Menschen im Ruhrgebiet leben, sei – so Streletz – Zufall. Die innere Tragik, die vielen seiner Gestalten anhaftet, ist wiederum bitter, manchmal sogar kleinkriminell. Über die Sprache des Romans schreibt die Marler Zeitung: Angenehm sparsam verwaltet Werner Streletz den großen Schatz der Ruhrgebietsidiome; seine Sprache ist präzise, auf die Essenz reduziert, kühl, fast dokumentarisch. Die Kritik sieht Streletz als Ruhrpott-Poet und somit offensichtlich anders als der Autor sich selbst. Auch die WAZ, bei der er Jahrzehnte arbeitete, nannte Streletz anlässlich der Verleihung des Literaturpreises Ruhr 2008 – trotz seines Selbstverständnisses – die Stimme der Region. Doch Streletz wollte kein Lokalpoet sein.
In seinem Roman „Rückkehr eines Lokalreporters“ (2016) greift Streletz auf Inhalte seiner früheren beruflichen Tätigkeit zurück. Er arbeitete lange Zeit in der Lokalredaktion der WAZ in Marl. Streletz schildert in bewusst unterkühlter Sprache, wie sein Protagonist so lange in seinen Erinnerungen wühlt, bis sie für ihn unerträglich werden. Zu lesen ist hier die Chronik eines langsamen Zerfalls, von Werten, auch von alten Freundschaften. Der Lokalreporter durchstreift seine alte Stadt mit verändertem Blick, nicht als atemloser rasender Reporter, sondern als grübelnder Zweifler und Zauderer. In seinem Interview mit dem WDR (5. September 2016) werden die Probleme des Reporters einer Lokalredaktion sehr markant und klar geschildert.

## Werke

### Bücher
- Ausgeträumt. Mit Zeichnungen von Hans-Peter Ibrom, Bottrop 1977
- Der ewige Säufer. Texte aus einem kaputten Kohlenpott. Bottrop 1977
- Das erste Erwachen eines Elvis-Fans. Erzählung. Bottrop 1979
- Das Pittermesser. Poetische Texte in der Alltagssprache des Reviers. Dortmund 1982 (Zahlreiche Neuauflagen)
- Als Schnittwunden noch modern waren. Texte aus 10 Jahren über verspielte Nichtsnutze, streitsüchtige Schwächlinge und verträumte Thekenturner. Fixpunkt-Verlag, Marl 1984
- Wenn ich dat vorher gewusst hätt'. Geschichten und Gedichte in der Alltagssprache des Reviers. Bochum 1987
- Übber einen ausser Neemstraße. Poetische Text in der Alltagssprache des Reviers. Edition Wort und Bild, Bochum 1990
- Muffe. Poetischer Text in der Alltagssprache des Reviers. Edition Wort und Bild, Bochum 1994
- Eisenmann. Geschichten. Bochum 1996
- Blues ausser Neemstraße. Poetische Texte in der Alltagssprache des Ruhrgebiets. Pomp Verlag, Bottrop 1999
- Ruhestörende Stille. Poetische Texte mit Holzschnitten von Horst Dieter Gölzenleuchter, Edition Wort und Bild, Bochum 2002
- Kiosk kaputt. Geschichte eines Irrtums, Roman. Verlag Henselowsky Boschmann Bottrop 2008, ISBN 978-3-922750-81-9
- Pokalkampf. Roman. Verlag Henselowsky Boschmann Bottrop 2009, ISBN 978-3-922750-89-5
- Der Streletz-Block. Limitierte Sonderausgabe im Schuber zum 60. Geburtstag von Werner Streletz mit „Kiosk kaputt“, „Vermessen“ und „Pokalkampf“ Verlag Henselowsky Boschmann Bottrop 2008, ISBN 978-3-922750-90-1
- Der Beifahrer. Ein Selbstgespräch. Mit einem Hörbuch, gelesen von Joachim Hermann Luger, und illustriert von Zarko Radic. Projektverlag Bochum 2020, ISBN 978-3-89733-523-3
- Volkers Lied der Nibelungen. Eine Annäherung, Mit einem Nachwort von Ralph Köhnen. Projektverlag, Bochum 2011, ISBN 978-3-89733-246-1
- Rohbau. Roman. Projektverlag, Bochum 2012, ISBN 978-3-89733-270-6
- Lesebuch Werner Streletz. Aisthesis Verlag, Bielefeld 2013, ISBN 978-3-8498-1019-1
- Gewaltig endet so das Jahr. Meine Tage mit Georg Trakl (mit CD). Projektverlag, Bochum 2014, ISBN 978-3-89733-350-5
- Rückkehr eines Lokalreporters. Roman. Projektverlag, Bochum 2016, ISBN 978-3-89733-395-6; Interview zum Roman in WDR3[10]
- Der freieste aller Dichter : unterwegs mit Robert Desnos : Novelle. Bochum : Projektverlag, 2017
- Die Route des Raben : eine Begegnung mit Edgar Allan Poe : Erzählung. Bochum : Projektverlag, 2018

### CDs
- Martin, sein Vater und die vertraute Stimme – mit Helge Schneider. Roof Music, Bochum, 1996
- Mankurt oder Die späte Rache eines Schülers – Sprecher: Ralf Richter, Hans Caninenberg. Roof Music, Bochum, 2001
- Todesfälle unsortiert – eine Art Requiem Musik: Ludwig Kaiser. Roof Music, Bochum, 2004

### Hörspiele (Auswahl)
- Alles, was du bist, ist Liebe – WDR 1977
- Szeen mit einm, dea nix sacht – WDR 1980
- Da waen et nur noch drei – WDR 1982
- Der ist immer so still – BR 1982
- Pinne im Kopp – WDR 1986
- Sowwat oder ich weiß, woet lankgeht – WDR 1988
- Martin, sein Vater und die vertraute Stimme – Mitteldeutscher Rundfunk 2007

### Theater (Auswahl)
- Kohlenpott-Klümpkes – kurzes Sprechtheaterstück, Theater Oberhausen 1984
- Lisa, ihr Schreiner und eine Mutter – erweiterte Theaterfassung des gleichnamigen Hörspiels, uraufgeführt im Prinzregenttheater Bochum, 1992
- 5 nach 12 – szenische Lesung, Prinz Regent Theater Bochum, 2007
- Volkers Lied, Rottstraße 5 Theater Bochum, 2011

### Fernsehen
- Kleine Lyrik-Reihe – WDR 1994

### Film
- Ein Dichter in der Familie – Eine Hommage für Tana Schanzara, uraufgeführt im Schauspielhaus Bochum 2005, Kinostart Anfang 2006; Pranke-Filmverleih Gelsenkirchen